# 異雀八
异雀八（α Aps/天燕座α）是南天拱极星座天燕座的最亮星，视星等3.82。赤纬-79°，该星在大部分的南半球都是拱极星。利用一条假想的线穿过南门二、圆规座α延伸可以找到异雀八并且指向南天极。
这是一个恒星分类K2.5III-II的巨星，表示它已经耗尽了核心的氢并且演化离主序带。它已经膨胀到大约55倍太阳半径，辐射出900倍太阳光度。表面温度4,256K，散发出橙色调的光芒。基于视差测量，该星距离地球大约447光年。它没有已知的伴星。